# Villamblain
Villamblain település Franciaországban, Loiret megyében. Lakosainak száma 279 fő (2022. január 1.). Villamblain Péronville, Villampuy, La Chapelle-Onzerain, Épieds-en-Beauce, Tournoisis, Villemaury és Beauce-la-Romaine községekkel határos.

## Népesség
A település népessége az elmúlt években az alábbi módon változott:
| Lakosok száma | 316  | 253  | 227  | 271  | 273  | 280  | 285  | 286  | 284  | 279  |
|               | 1968 | 1982 | 1990 | 2006 | 2013 | 2015 | 2017 | 2019 | 2020 | 2022 |